# قشلاق ساری قوئی زاهد
قشلاق ساری قوئی زاهد یک منطقهٔ مسکونی در ایران است که در دهستان قشلاق غربی واقع شده‌است.